# La segunda muerte
La segunda muerte  es una película argentina dirigida por Santiago Fernández Calvete según su propio guion que se estrenó el 13 de marzo de 2014 y que tuvo como protagonistas a Agustina Lecouna, Tomás Lizzio, Guillermo Arengo y Mauricio Dayub .

## Sinopsis
Alba Aiello, una escéptica y solitaria policía de treinta y cinco años que se ha refugiado en un pueblo perdido con el peso de un sombrío pasado, se ve envuelta en una serie de misteriosas muertes que afectan una familia entera.

## Reparto
- Agustina Lecouna - Alba Aiello
- Tomás Carullo Lizzio
- Guillermo Arengo
- Mauricio Dayub
- Germán de Silva
- Ricardo Díaz Mourelle

## Comentarios
Adolfo C. Martínez en La Nación opinó:

”Sobre la base de personajes sombríos y por momentos delirantes la historia se va transformando en un thriller que sorprende por su arriesgada puesta en escena que gira entre la exposición minimalista y la ensoñación más etérea hasta llegar a un final sorprendente…. cruza entre el policial y lo fantástico…cuenta con elementos del llamado cine de género, pero ellos no están conjugados de una manera previsible y es, en algún punto, un film más de climas que de efectismo. El director…logró, a pesar de algunas vacilaciones en el relato, crear un entramado que gira en preguntas y respuestas que parecen no tener fin y van complejizándose. La apoyatura del relato halló en Agustina Lecouna, como esa policía que intenta hallar su verdad en medio de estos macabros hechos, a una actriz de indudables méritos, en tanto que el resto del elenco supo salir indemne de la creación de unos personajes singulares siempre dispuestos a esclarecer o a enturbiar el camino de la protagonista. No son menos importantes los rubros técnicos, sobre todo la fotografía y la música, que apoyaron con calidad a esta producción.”

Isabel Croce en La Prensa dijo:

”La película mezcla elementos policiales y fantásticos en un formato de cine negro, que abunda en elementos esotéricos y mezcla las historias de los protagonistas, con creencias, prejuicios, hipocresías y efectos especiales que favorecen la creación de un ámbito especialmente onírico. En síntesis es una historia de género, con buen ritmo narrativo y diálogos que dejan un poco que desear por los lugares comunes y ciertas recurrencias a frases armadas. Correctas son las actuaciones de Agustina Lecouna, Mauricio Dayub, Guillermo Arengo y Germán De Silva..”

Diego Brodersen en Página 12 escribió:

”Santiago Fernández Calvete, hace algunos pero no todos los deberes y entrega un exponente del thriller sobrenatural que les escapa a algunos de los clichés de este tipo de relato (pero no a todos) e intenta darles una vuelta de tuerca a las historias de horror religioso. No es poca cosa, pero tampoco parece ser suficiente, en particular si se la compara (odiosa o amorosamente) con algunas de sus posibles fuentes de inspiración extranjeras….La segunda muerte presenta su relato de muerte y venganza en una paleta de colores desteñidos, elección estética que se intuye un poco más arbitraria que otras. A cambio, el rodaje en parajes del interior de la provincia de Buenos Aires (fundamentalmente, Rafael Obligado) le brinda a la historia un clima particular y unívoco, que remite en la memoria del espectador a mitos y leyendas del interior….típico film de guion, ilustrado por una puesta en escena que a veces logra generar climas enrarecidos y en otros se ensimisma en travellings académicos y encuadres de manual. Finalmente, y más allá del molesto uso de su voz en off a modo de coro griego, la actriz Agustina Lecouna compone a la heroína titular con caracúlica testarudez, y soporta sobre sus hombros gran parte del peso dramático del relato. Si el film nunca desbarranca es gracias a ella y a un reparto de secundarios que se banca lo que venga.